# SACA
La società SACA (acronimo di Servizi Ambientali Centro Abruzzo) è il gestore del servizio idrico integrato per i 36 Comuni della provincia dell’Aquila che fanno parte dell'ATO 3 Peligno - Alto Sangro.

## Descrizione
La SACA viene fondata nel 2003 in ottemperanza alla Legge 36/94 relativa all'organizzazione territoriale del servizio idrico integrato, che imponeva la definizione di un gestore unico.  
Si occupa di gestire un servizio pubblico, il Servizio Idrico Integrato (S.I.I.), costituito dalle infrastrutture di acquedotti, reti di distribuzione, reti fognarie e impianti di depurazione.

## Attività
La SACA si occupa di servire circa 60.000 residenti in un territorio che copre la Valle Peligna, la Valle Subequana, la Valle del Sagittario, l'Alto Sangro e Pescasseroli/area PNALM.
La lunghezza delle reti d'acquedotto è di 1.443,72 km, mentre quella delle reti di fognatura ammonta a 504,80 km.